# Судница
Судница (Судное) — река в России, протекает в Пучежском районе Ивановской области. Правый приток Ячменки.

## География
Река Судница берёт начало у деревни Жуково. Течёт в северо-восточном направлении и впадает в залив реки Ячменки (Горьковское водохранилище). Устье реки находится в 4 км по правому берегу реки Ячменки. Длина реки составляет 16 км, площадь водосборного бассейна 79 км².
Через Судницу перекинут железобетонный мост автодороги Кинешма-Юрьевец-Пучеж-Пурех, построенный в 2006 году.

## Данные водного реестра
По данным государственного водного реестра России относится к Верхневолжскому бассейновому округу, водохозяйственный участок реки — Волга от города Кострома до Горьковского гидроузла (Горьковское водохранилище), без реки Унжа, речной подбассейн реки — Волга ниже Рыбинского водохранилища до впадения Оки. Речной бассейн реки — (Верхняя) Волга до Куйбышевского водохранилища (без бассейна Оки).
Код объекта в государственном водном реестре — 08010300412110000017085.